# Grand Theater (métro de Shenzhen)
Grand Theater (en chinois : 老街站) est une station du métro de Shenzhen, dans la province de Guangdong, en République populaire de Chine (RPC). Elle est sur la ligne 1 appelée aussi Ligne de Luo Bao et la ligne 2 appelée aussi Ligne de Shekou.

## Historique de la station
- 28 décembre 2004: ouverture de la station

## Sorties de la station
| Numéro de la sortie | Nom de la sortie |
| ------------------- | --- |
| Sortie B            | Shennan East Road North Side 、Hongling Road、Portrait of Deng Xiaoping、Grand Theater、Shenzhen Lichee Park 、Shenzhen Youth Activity Center、Agricultural Bank of China Shenzhen Branch                                                                  |
| Sortie C            | Shennan Middle Road South Side 、Shucheng Road、Shenzhen Stock Exchange、Shenzhen Book Mall、China Resources、Shennan Middle Road North Side |
| Sortie D            | Jiefang Road South Side、Municipal Public Security Bureau、Shenzhen Power Supply Bureau of Guangdong Power Grid Corporation、Shenzhen Lightning Protection Center、Honglong Century Plaza、Diwang Building、Shenzhen Open University、Wing Hang Bank (M/F) |
| Sortie E            | Jintang Road, Shennan East Road |
| Sortie F            | Shennan East Road, Shenzhen Book Mall |

## Stations suivantes
- Science Museum (ligne 1)